# Комитет действия за обновление (Того)
Комитет действия за обновление (фр. Comité d'Action pour le Renouveau, CAR) — оппозиционная политическая партия Того, основанная в 1991 году Явови Агбойибо.

## История
Фронт ассоциаций за обновление, которым руководил Явови Агбойибо, был преобразован в Комитет действия за обновление в апреле 1991 года.
На парламентских выборах в феврале 1994 года Комитет действия за обновление первоначально получил 36 мест парламента, что было больше, чем любая другая партия, в том числе правящее Объединение тоголезского народа, которая получила 35 мест. Комитет действия за обновление и его союзник, Тоголезский союз за демократию, предложили Агбойибо в качестве премьер-министра. Однако результаты в трёх избирательных округах впоследствии были признаны недействительными, что лишило Комитет действия за обновление двух мест, а Тоголезский союз за демократию — одного. В результате сначала обе партии решили бойкотировать Национальное собрание. После того, как лидер Тоголезский союз за демократию Эдем Коджо был назначен премьер-министром, Комитет решил не участвовать в его правительстве, заявив, что Тоголезский союз за демократию нарушил соглашение двух сторон, однако когда частичные выборы на признанные недействительными места были отложены, Комитет решил прекратить бойкот Национального собрания. Он объявил ещё один бойкот парламента 7 ноября 1994 года по вопросу о частичных выборах, но в конечном итоге прекратил его снова 22 августа 1995 года, когда было достигнуто соглашение с правительством о создании Независимой избирательной комиссии. Один депутат покинул Комитет в апреле 1996 года, а другой — в октябре 1996 года, сократив число депутатских мест партии до 32. Партия бойкотировала голосование Национального собрания в отношении Конституционного суда в декабре 1996 года и ещё одно голосование в сентябре 1997 года в связи с принятием избирательного закона. В последнем случае это было сделано в знак протеста против отказа правительства от доклада миссии Европейского союза о процессе выборов в Того.
Комитет действия за обновление бойкотировал парламентские выборы 1999 года и парламентские выборы 2002 года.
Агбойбо был кандидатом от партии на президентских выборах 2003 года, получив 5,1 % голосов и заняв 3-е место. Комитет действия за обновление поддержал Эммануэля Боба-Акитани от Союза сил за перемены на президентских выборах 2005 года, на которых тот получил 38,1 % голосов.
Агбойбо был назначен премьер-министром Того в сентябре 2006 года во главе правительства национального единства в рамках подготовки к парламентским выборам 2007 года. На этих выборах, которые состоялись в октябре, партия получила четыре из 81 места.
Комитет действия за обновление провёл очередной конгресс в октябре 2008 года, на котором Агбойбо решил покинуть пост президента партии; его заменил Доджи Апевон.

## Участие в выборах

### Президентские выборы
| Год  | Кандидат                        | Голоса     | Голоса | Результат |
| Год  | Кандидат                        | Количество | %      | Результат |
| ---- | ------------------------------- | ---------- | ------ | --------- |
| 2003 | Явови Агбоийбо                  | 119 372    | 5,1 %  | Поражение |
| 2005 | поддержка Эммануэль Боб-Акитани | 841 797    | 38,2 % | Поражение |
| 2010 | Явови Агбоийбо                  | 60 388     | 3,0 %  | Поражение |

### Парламентские выборы
| Год  | Голоса                             | Голоса | Голоса  | Места      | Места |
| Год  | Количество                         | %      | ±       | Количество | ±     |
| ---- | ---------------------------------- | ------ | ------- | ---------- | ----- |
| 1994 |                                    |        |         | 36 из 81   | 36 ▲  |
| 2007 | 192 618                            | 8,22 % | +8,22 % | 4 из 67    | 4 ▲   |
| 2013 | 204 143 коалиция «Радужный альянс» | 10,8 % | +2,58 % | 6 из 91    | 2 ▲   |